# Onalaska (Washington)
Onalaska es un área no incorporada ubicada en el condado de Lewis en el estado estadounidense de Washington.

## Geografía
Onalaska se encuentra ubicado en las coordenadas 46°34′30″N 122°43′5″O / 46.57500, -122.71806.

## Contaminación ambiental
En 2014, el gobernador Jay Inslee otorgó $ 20,000 a Onalaska Wood Energy durante su gira climática ése año y elogió a la compañía como "uno de los líderes en tecnología de biocombustibles".  En el 2020, en bancarrota, la compañía dejó 100,000 galones de desechos peligrosos y en 2021 la EPA inició una limpieza de emergencia de $ 0.9 millones, enviando los desechos por camión y ferrocarril a Idaho y Utah.  Ya en 2017, Onalaska Wood Energy había sido multada por verter ilegalmente aguas pluviales contaminadas con desechos peligrosos.